# Dora van Gelder
Theodora Sophie (Dora) van Gelder Kunz (Djombang (Soerabaja), 28 april 1904 – Seattle, Washington, 25 augustus 1999) was een Nederlands-Amerikaanse helderziende, theosoof en publicist.
Ze werd geboren op de suikerrietplantage Tjeweng in Nederlands Indië als dochter van Karel Abraham van Gelder en Melanie van Motman. Haar ouders waren beiden theosoof. Haar moeder was redacteur van een theosofisch jeugdmaandblad in Indië. Enige jaren later werkte haar vader als administrateur op de suiker- en cassavefabriek Krebet. Daarnaast was hij het hoofd van de Esoterische School van de Theosofische Vereniging voor Oost-Java.

Ze ontwikkelde haar helderziende vermogens deels onder begeleiding van Charles Webster Leadbeater. Samen met Dr. Dolores Krieger ontwikkelde ze Therapeutic Touch. Van 1975 tot 1987 was ze secretaris-generaal van de Theosofische Vereniging in de Verenigde Staten.
- Gemeinsame Normdatei: 1078887136
- International Standard Name Identifier: 0000 0001 2029 7428
- Library of Congress Control Number: n85026941
- Nationale Bibliotheek van Tsjechië: nlk20040146794
- Nederlandse Thesaurus van Auteursnamen: 168367572
- Virtual International Authority File: 84855167
- WorldCat: E39PBJyxb3fdgcK3KrPtGx6Yfq